# Gmina zbiorowa Oderwald
Gmina zbiorowa Oderwald (niem. Samtgemeinde Oderwald) – gmina zbiorowa położona w niemieckim kraju związkowym Dolna Saksonia, w powiecie Wolfenbüttel. Siedziba gminy zbiorowej znajduje się w miejscowości Börßum.

## Podział administracyjny
Do gminy zbiorowej Oderwald należy sześć gmin:
1. Börßum
2. Cramme
3. Dorstadt
4. Flöthe
5. Heiningen
6. Ohrum